# Friedrich Paulsen
Friedrich Paulsen, född 16 juli 1846, död 14 augusti 1908, var en tysk filosof och pedagog.
Paulsen föddes i Langenhorn i Slesvig och var bondson. Han studerade först teologi, men övergick snart till filosofi, i vilket ämne jämte pedagogik han sedan 1893 som professor vid universitetet i Berlin utövade en betydelsefull lärarverksamhet. Som filosof var han mest påverkad av Kant och Gustav Fechner.
Han utvecklade en idealistisk monism, enligt vilken det kroppsliga är fenomen av en inre, andlig verklighet. Den mekaniska kausaliteten fattade han som medel för en inre teleologi. All verklighet har enligt Paulsen såväl en andlig som en kroppslig sida (parallellism och panpsykism).
Etiken fattar Paulsen som en "levnadskonstens teori", i vilken han intager en "socialteleologisk" ståndpunkt. Det etiska målet är ett mänskligt liv, vari alla mänskliga anlag och krafter komma till full utveckling och användning, framför allt den förnuftiga personlighetens andligt-sedliga krafter.
Vid tolkningen av Kants filosofi betonar Paulsen dess empiriska sidor, men fasthåller på samma gång Kants betydelse som metafysiker. Paulsens skrifter är utmärkta av klar, enkel stil och vittnar om en skicklig pedagog.